# Cité internationale de la gastronomie et du vin
La cité internationale de la gastronomie et du vin (CIGV) de Dijon est une des cités de la gastronomie, située sur le site de l'ancien hôpital général de Dijon. Elle a pour mission de valoriser à la fois le repas gastronomique des Français et les « climats » du vignoble bourguignon, tous deux inscrits au patrimoine mondial de l’UNESCO. Le complexe a été inauguré le 6 mai 2022.

## Histoire

### Réseau des Cités de la gastronomie
En 2012, un appel à projets dédié à une cité de la gastronomie est lancé par Mission française du patrimoine et des cultures alimentaires, organisme étatique ayant obtenu la labellisation du repas gastronomique des Français. En juillet 2012, cinq villes, dont Dijon, sont candidates pour accueillir le projet. En juin 2013, Dijon est retenu dans ce qui est devenu un réseau de cités de la gastronomie avec Lyon, Rungis et Tours.
Au sein de ce réseau, chaque cité a développé des spécificités propres lui permettant d'être pôle moteur sur un thème particulier. Grâce à une étroite collaboration avec l'Institut de la vigne et du vin Jules Guyot et la chaire UNESCO Vin et culture (sise à l'université de Bourgogne), Dijon a été désigné pôle moteur en matière de "valorisation et de promotion de la culture de la vigne et du vin". Cette dimension a été renforcée par l'inscription sur la liste du patrimoine mondial de l'UNESCO des climats du vignoble de Bourgogne et sa localisation au sud du centre-ville, au kilomètre 0 de la route des Grands Crus.

### Projet et construction

#### Comité d'orientation stratégique
Un conseil d'orientation stratégique est installé en septembre 2017 afin d'accompagner l'entrée du projet dans sa phase opérationnelle. Composé de 27 personnalités issues de l'économie, de l'industrie viticole, du journalisme, etc., il est présidé par Jocelyne Pérard, responsable de la chaire Unesco « culture et traditions du vin » et Eric Pras, chef étoilé (également directeur culinaire de la CIGV). Ce conseil d'orientation a pour rôle de fixer les grandes orientations des espaces culturels dont, par exemple, les thématiques des expositions permanentes et temporaires. La cité de la gastronomie est conçue pour accueillir divers équipements afin de garantir sa fréquentation tout au long de l'année. 

#### Recours et chantier
En décembre 2014, la mairie de Dijon retient Eiffage comme maître d'œuvre pour le projet. En avril 2015, les derniers services hospitaliers quittent l'ancien hôpital général de Dijon. En janvier 2016, les terrains de l'ancien hôpital général sont acquis par la ville de Dijon,.
Le début du projet est retardé par plusieurs recours, déposés notamment par l'opposition municipale. En février 2019, le dernier recours contre le projet est rejeté par la cour d'appel du tribunal administratif de Lyon. En juin, la mairie de Dijon est contrainte de remplacer le financement de 3 millions d'euros prévu par le département de la Côte-d'Or, qui se désiste du projet. Le 4 juillet 2019, la première pierre est posée et les travaux commencent. Le projet est réalisé par Eiffage et les architectes Anthony Béchu et l'agence Perrot & Richard Architectes ,. Sur le terrain de 6,5 hectares de l'ancien hôpital général de Dijon, la cité intègre, outre des équipements culturels et touristiques, un ensemble de logements, via la réhabilitation des anciens bâtiments par le Groupe François 1er et l'ajout de nouveaux,, pour un total de 22 000 m2. 
Les recours puis la crise sanitaire de 2020-21 repoussent l'ouverture de la cité. Initialement prévue pour 2019, elle est successivement reportée à décembre 2021,, puis avril 2022. Le 7 janvier 2022, François Rebsamen annonce son ouverture le 6 mai 2022, date de son inauguration, en présence de François Hollande, au cours d'un week-end inaugural. Pendant ses quatre premiers mois d'ouverture, en période estivale, le complexe enregistre 200 000 visiteurs, avec une moindre présence des touristes locaux. En juillet 2023, la cité a reçu son millionième visiteur. 

## Description
La CIGV s'articule autour de plusieurs pôles rassemblant différentes activités :

### Village Gastronomique
Un espace commercial de 4 500 m2 accueille huit boutiques dédiées à la gastronomie, au vin et aux arts de la table, une libraire gastronomique, un bar-brasserie, ainsi que la Cuisine Expérientielle, destinée à des démonstrations culinaires, ateliers cuisine, etc.,.

### Hôtellerie et restauration

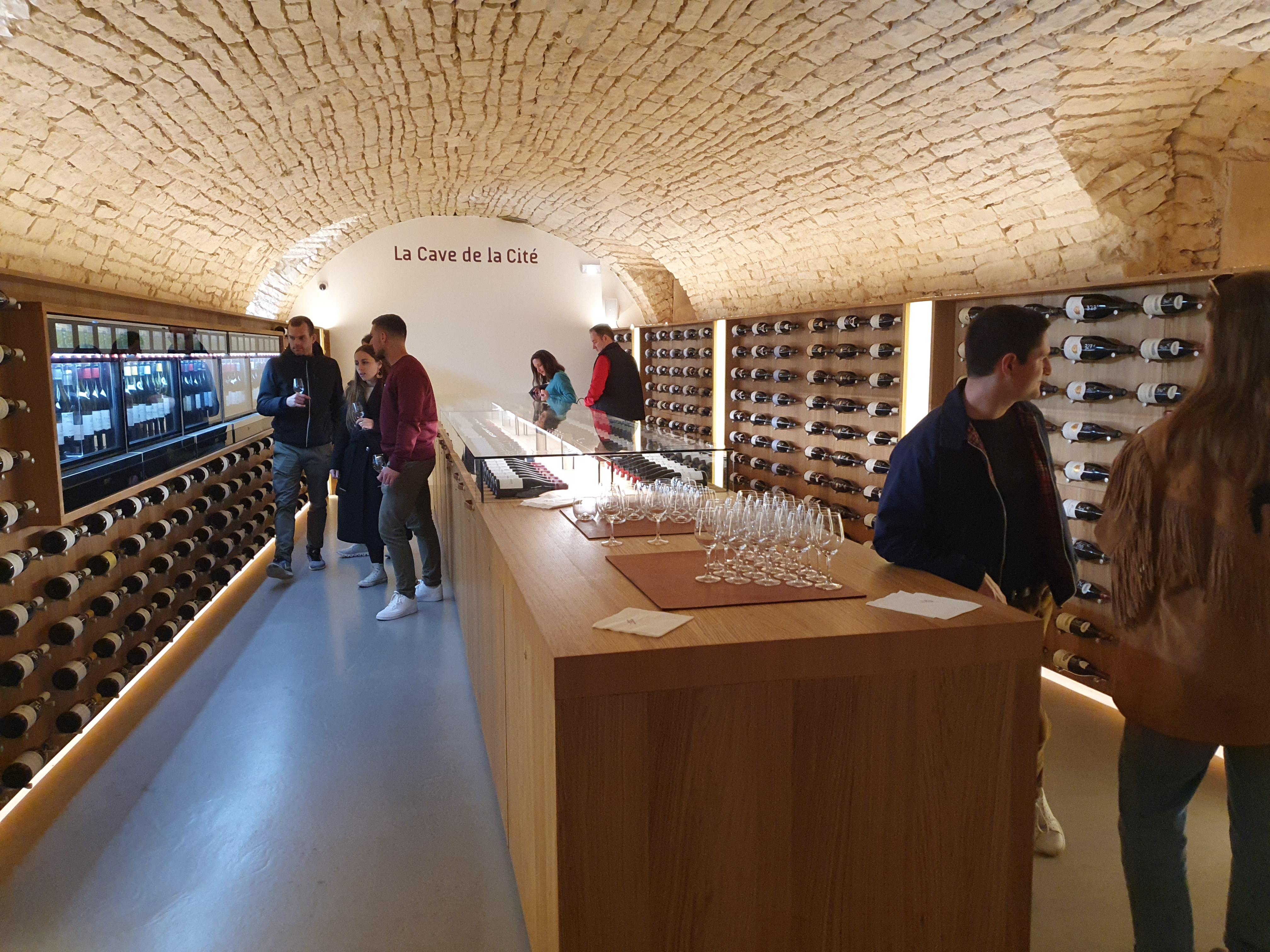
La Cave de la cité.

L'œnothèque La Cave de la Cité propose autour de 3 000 références de vins bourguignons, français et internationaux - dont 250 disponibles au verre, grâce à des distributeurs au verre - accompagnés de spécialités régionales.
Sous la direction culinaire d'Éric Pras, deux restaurants proposent aux visiteurs leurs spécialités culinaires : La Table des Climats, restaurant gastronomique, et Le Comptoir de la Cité, plus accessible, concevant une "cuisine d'encas".
Il était prévu que le Sainte-Anne Hôtel Dijon, du groupe hôtelier Hilton, propose à partir de 2023 une offre cinq étoiles de 125 chambres, un spa et un restaurant. Le projet est suspendu.

### Pôle formation
L'École des Vins du Bureau interprofessionnel des Vins de Bourgogne propose des ateliers d'initiation à la dégustation du vin.
L'école Ferrandi dispose avec Dijon de son cinquième campus et troisième en région, après Bordeaux et Rennes . Elle accueille une centaine d'élèves internationaux pour des formations intensives en langue anglaise sur des périodes de deux semaines à plus de six mois.

### Pôle culturel
Le pôle culturel de la cité comporte trois lieux principaux. Le 1204 - Centre d'interprétation de l'architecture et du patrimoine permet de découvrir l'histoire urbaine de Dijon. La Chapelle des Climats, située dans l'ancienne grande chapelle de l'hôpital général abrite une exposition permanente sur le vin et le vignoble local. La chapelle Sainte-Croix de Jérusalem, datant du Moyen Âge, est décorée d'œuvres de cette époque.
Un espace complémentaire rassemble enfin une exposition permanente et une exposition temporaire sur la gastronomie et le vin.
Ce pôle est complété par un cinéma Pathé de 9 salles. "Supernova", un cinéma d'art et essai de 4 salles, aurait dû s'ajouter à ce cinéma, mais le projet a été abandonné quelques mois avant l'ouverture de la cité.

### Divers
La cité comprend également un centre de conférence, de formation et des espaces d'exposition, ainsi qu'une pépinière d'entreprises sur 1 500 m2 rassemblant une quinzaine de structures, dont le pôle de compétitivité Vitagora.

## Financement

### Construction
Au total, le projet de reconversion du site de l'ancien hôpital a coûté de 200 à 250 millions d'euros. Ce coût intègre cependant la construction de l'écoquartier édifié contre la cité. La cité internationale de la gastronomie et du vin en elle-même, le seul équipement public du projet, a un coût de 30 millions d'euros.

### Fonctionnement
Le budget de fonctionnement était estimé à 3,5 millions d'euros pour la première année, sur lequel un déficit de 3 millions d'euros était envisagé.
Les tarifs élevés pour le public ont été critiqués et revus à la baisse,,.

## Pour approfondir